# Матвеев, Борис Михайлович (футболист)
Бори́с Миха́йлович Матве́ев (19 февраля 1970, Ленинград) — советский и российский футболист, полузащитник и нападающий.

## Карьера
Выпускник футбольной школы «Смена» (Ленинград). Первый тренер — Юрий Иосифович Кантор. Начал выступать в ленинградском «Зените», затем играл за «Смену-Сатурн». Ранней зимой 1993 года был приглашен на смотрины в «Санкт-Паули» из Гамбурга, но в основу так и не попал.
В 1996—1997 годах израильские «Маккаби» (Тель-Авив) и «Хапоэль» (Бейт-Шеан). В 1998 году вернулся в Россию в «Локомотив» (Нижний Новгород). В 1999 году играл за «Торпедо»-ЗИЛ (Москва)и в казахском «Аксесс-Есиль», в 2000 — за «Динамо-Стройимпульс» (Санкт-Петербург). В петербургскую команду пришёл по ходу сезона, стал обладателем кубка МРО «Северо-Запад», провел 7 игр в первенстве КФК и 3 игры на кубок МРО «Северо-Запад», забил 3 гола. Зимой 2001 года провел с командой два сбора на Кипре, сыграл в пяти матчах и забил один гол, после чего перешёл в клуб «Кондопога» из одноимённого города, с которым выиграл первенство КФК в МРО «Северо-Запад» в 2001 году. В 2004—2005 годах играл в чемпионате Ленинградской области за ПСЖ (Гатчина).
Приглашался в молодёжную сборную России.
Закончил карьеру из-за проблем с тазобедренным суставом.
По состоянию на конец 2013 года работал водителем на стадионе «Нова Арена».

## Достижения
- Серебряный призёр зонального турнира Второй лиги России: 1992 (4-я зона)
- Серебряный призёр первого дивизиона России: 1998
- Серебряный призёр чемпионата Казахстана: 1999
- Победитель зонального турнира первенства КФК: 2001 (зона «Северо-Запад»)
- Серебряный призёр зонального турнира первенства КФК: 2000 (зона «Северо-Запад»)
- Обладатель кубка МРО «Северо-Запад»: 2000